# Karl Grenacher

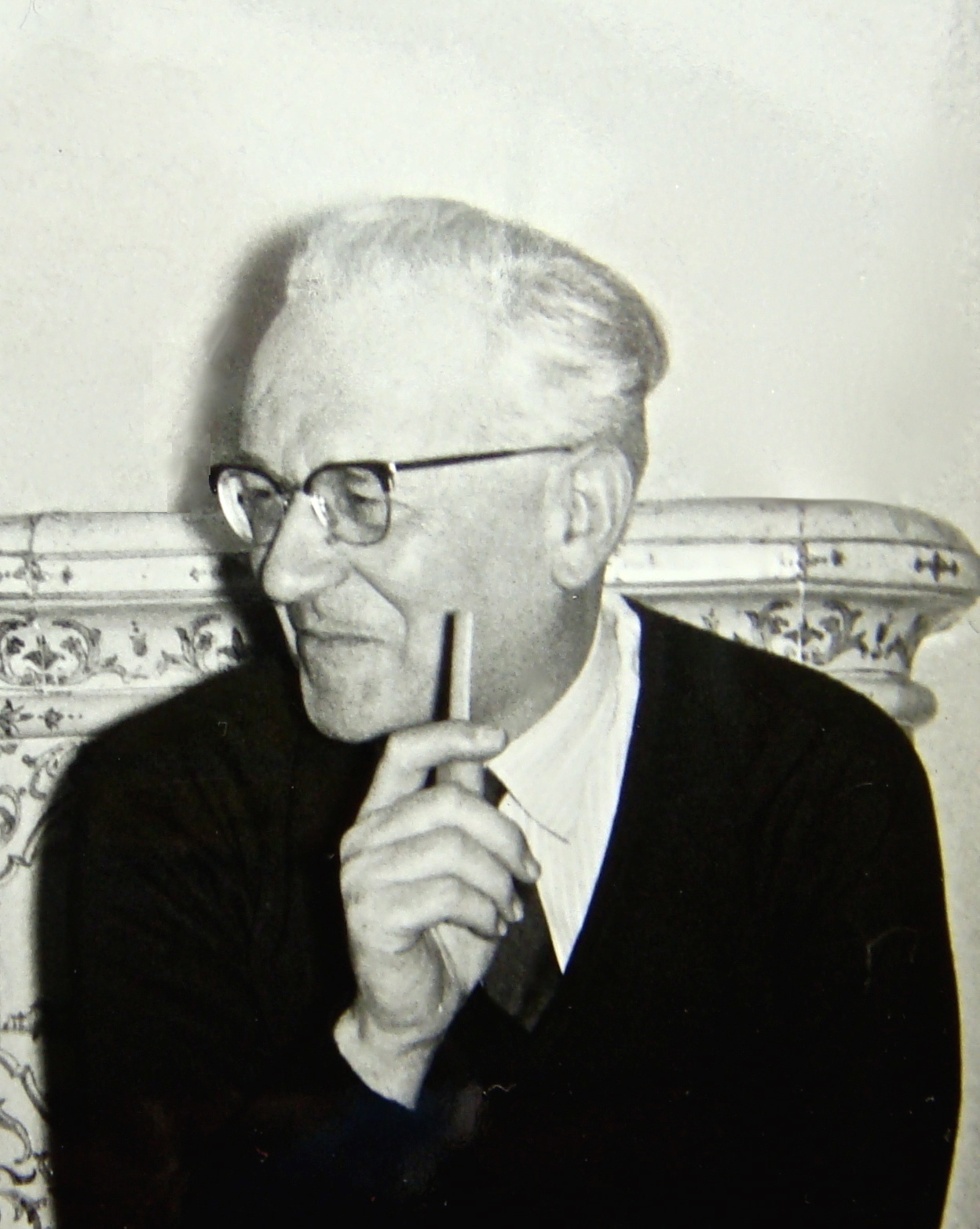
Karl Grenacher, Musikdirektor am Lehrerseminar Wettingen

Karl Grenacher (* 3. November 1907 in Brugg; † 5. Februar 1989 in Baden, Kanton Aargau) war ein Schweizer Musikpädagoge, Chorleiter und Pianist.

## Leben 1907 bis 1930
Grenacher wuchs in einem musikliebenden Elternhaus auf. Bei Marie Amsler und Emil Heuberger erhielt er erste Anleitungen im Klavierspiel und bei Mimi Scheiblauer in Rhythmischer Gymnastik (so die damalige Bezeichnung). In seine Bezirksschulzeit bis 1924 fielen bereits die ersten Auftritte als Aushilfsorganist in der Stadtkirche Brugg sowie als Pianist in Beethovens 1. Satz des C-Dur Klavierkonzertes. Von 1924 bis 1927 absolvierte er das Gymnasium in Zürich. In dieser Zeit zeigte er bereits eine rege musikalische Tätigkeit: Er wirkte 1925 als Solist mit dem Orchesterverein Brugg im Klavierkonzert A-Dur von Mozart, 1926 spielte er an einem Kammermusikabend Werke von Mozart, Dvořák und Beethoven, 1927 übernahm er die Chorleitung des Kirchenchors Windisch.
Ebenfalls in dieser Zeit kam Grenacher mit Musik von Othmar Schoeck, Heinrich Kaminski und Ferruccio Busoni in Berührung und damit zu Erfahrungen, die ihm nach seinen Worten Wegweisung bedeuteten. Von 1927 bis 1930 absolvierte er das Konservatorium Zürich und beendete es mit Lehrdiplomen zu Klavier, Orgel und Schulgesang. Seine Lehrer waren Emil Frey im Klavierspiel, Paul Müller-Zürich in Kontrapunkt, Hermann Dubs in Sologesang und Chorleitung und Volkmar Andreae im Dirigieren.

## Musikpädagoge
1930 gewann Grenacher das Friedrich-Hegar-Preis-Wettspiel. Das damit verbundene Stipendium ermöglichte ihm ein Studienjahr in Leipzig mit Weiterbildungen in Klavier, Orgel, Cembalo und Chorleitung, u. a. bei Günther Ramin. 1931 wählte ihn das aargauische Lehrerseminar Wettingen als Lehrer für Gesang und Klavier. Bis 1973 lag die musikalische Ausbildung der Volksschullehrkräfte in seinen Händen. Zu Beginn erteilte er Unterricht in Gesang, Klavier- und Orgelspiel sowie in Chorleitung. Bei immer grösser werdenden Schülerzahlen lag der Schwerpunkt seines Wirkens im Gesangsunterricht der Klassen und in der Leitung des grossen Seminarchors.
Grenacher selbst sah seine Tätigkeit als Musikpädagoge stets als Mittelpunkt seines Lebens. In einem Aufsatz von ihm ist zu lesen: «Erziehung zur Musik ist Erziehung durch Musik.» Wichtig war ihm, bei seinen Schülern Verständnis und Liebe zum Musischen zu wecken. Dazu gehörte ebenso das Vermitteln der Musiktheorie, der Atemtechnik, der Stimmbildung, die Erziehung zum Hören und das eigene musikalische Tun. Grenacher führte seine Seminaristen erst einmal zu einfachen ein- und zweistimmigen Volksliedern. Im grossen Seminarchor folgten dann geistliche und weltliche Werke aus dem sechzehnten Jahrhundert bis zur Gegenwart, hie und da auch Bachkantaten und Oratorien.
Auch im Liedwesen an der Volksschule wurde der Einfluss Grenachers spürbar. Er war massgebend am Entstehen und Gestalten der beiden Gesangbücher Es tönen die Lieder und Lasset uns singen beteiligt. Er blieb seiner Berufung, junge Menschen zur Musik hinzuführen, konsequent treu. So lehnte er Angebote an andere Stellungen ab, auch weil er sich nicht gerne im Rampenlicht sehen wollte.

## Musiker
Nachdem er sich in seiner Lehrtätigkeit eingearbeitet hatte, begann Grenacher eine intensive und vielseitige Konzerttätigkeit aufzubauen. Erst in Hauskonzerten, dann in seminarinternen Darbietungen, Serenaden und Abendmusiken, in der Kirche, im Kreuzgang oder im Hof des Klosters Wettingen trat er auf. 1935 führte er die Wettinger Sommerkonzerte ein. Sie wurden mit bis zu zehn Aufführungen pro Jahr zur Tradition bis 1983, als er nach 47 Zyklen die Organisation und Leitung dieser Konzerte in jüngere Hände legte.
Am Aargauertag der Schweizerischen Landesausstellung vom 25. August 1939 in Zürich übernahm Grenacher die Aufgabe, im Aargauer Festspiel 0 userwelte Eidgnossschaft mit über 800 Mitwirkenden die Festspielmusik zu dirigieren. Die Musik nach dem Motiv eines Vermahnliedes aus dem 16. Jahrhundert stammte von Werner Wehrli und wurde durch den Basler Orchesterverein und zusammengefasste Aargauer Chöre aufgeführt. Nach dem Zweiten Weltkrieg entstanden unter seiner Leitung der Wettinger Kammerchor und das Wettinger Kammerorchester, bestehend vor allem aus ehemaligen Seminaristen. In den Wettinger Sommerkonzerten wurden eine grosse Zahl meist geistlicher Werke dargeboten wie z. B. Sonnengesang von Paul Müller-Zürich, Totentanz von Hugo Distler, Chorsuite Neue Kraft Psalm 93 von Willy Burkhard, Magnificat 1610 von Claudio Monteverdi, h-moll-Messe von J. S. Bach, das Requiem von W. A. Mozart, die Messe in e von Anton Bruckner.
In gegen 250 Liederabenden im In- und Ausland zeigte sich Grenacher als Liedbegleiter, so von Maria Stader, Agnes Giebel, Ilona Durigo, Margrit Conrad, Hedi Graf, Elisabeth Zinniker, Ernst Haefliger, Julius Patzak, Felix Loeffel, Arthur Loosli und Kurt Widmer. Er musizierte u. a. zusammen mit Aida Stucki, Stefi Geyer und Hansheinz Schneeberger, (Violine) sowie Clara Haskil und Dinorah Varsi, Klavier. Mehrere Jahre leitete er den Orchesterverein Aarau und den Frauenchor Brugg. Er gestaltete liturgische Abendfeiern in der Aarauer Stadtkirche und spielte an Orgelabenden, oft gemeinsam mit Chören und Instrumentalisten des Seminars Wettingen. Auch im reformierten Kirchenmusikseminar, im aargauischen Musikrat und in der Inspektorenkonferenz der Kantonsschule Aarau war er tätig. Mit der Leitung der Aargauischen Lehrergesangvereinigung von 1965 bis 1981 konnte Grenacher in verschiedenen aargauischen Städten eine Reihe Aufführungen von Werken verwirklichen, welche einen grossen Chor benötigen: Oratorien von Bach und Händel, das Deutsche Requiem von Brahms, Messen von Schubert und Bruckner, Golgotha von Frank Martin.
In der Rezension zum Liederabend in der Tonhalle Zürich vom 7. Mai 1947 mit dem Liederzyklus Die schöne Müllerin schrieb Willi Schuh in der Neuen Zürcher Zeitung: «Ein Meistersinger muss es sein, ein Meister der Nuance und ein Künstler, der mit dem Herzen bei der Sache ist. Und es muss ihm ein Musiker zur Seite stehen, der mit dem Sänger mitzuatmen, mitzufühlen und die feinsten und reichsten pianistischen Farben aus dem Erleben der Schubertschen Musik zu schöpfen weiss. Ein solch ideales Paar bildeten Julius Patzak und Karl Grenacher, die der Liederfolge eine Wiedergabe bereiteten, die mit der zartesten Durchbildung der musikalischen Gefühlssprache eine köstliche Frische und Unmittelbarkeit verband…»
Im Berner Bund war im Februar 1979 zu einem Liederabend von Arthur Loosli mit Liedern von Brahms und Schubert zu lesen: «Der Sänger hatte diesmal Karl Grenacher als Partner am Klavier, mit welchem ihn eine einzigartige Übereinstimmung verbindet. Erneut erlebte man Karl Grenachers intuitive Versenkung in die Welt von Schuberts letzten Liedern, die die Klavierstimme mit dem gesungenen Part zu einer vollendeten Einheit verschmelzen lässt.»
Grenacher erhielt auch Einladungen für Konzerte im Ausland. So begleitete er 1958 in Barcelona im Palacio de la música den Tenor Ernst Häfliger am Klavier. Grenacher prägte das aargauische und schweizerische Musikleben als Lehrer und Erzieher und in seiner Konzerttätigkeit. Er wurde für seine Verdienste 1978 zum Ehrensenator der aargauischen Kulturstiftung Pro Argovia ernannt.
In seinem Maturaaufsatz 1927 schrieb Grenacher: «Und wenn ich nun gerade eine Kunst als Gabe erhalten habe, die Kunst, die doch nur das Hohe, Edle will, so geschah es deshalb, dass ich mithelfe an dem grossen Werk, die Menschen zu all dem Schönen hinzuführen.»

## Tonträger
- Othmar Schoeck: Der Postillon, Op. 18 – Diverse Lieder und Chorwerke. Ernst Haefliger, Tenor; Seminarchor Wettingen, Wettinger Kammerchor, Wettinger Kammerorchester; Karl Grenacher, Leitung und Klavier. Jecklin-Disco JD 504-2, Aufnahmejahr 1967.
- Othmar Schoeck: Nachhall Op. 70 – Lieder nach Eichendorff und Hesse. Arthur Loosli, Bariton; Kammerensemble Radio Bern, Karl Grenacher, Klavier; Leitung Theo Hug. Jecklin-Disco JD 535-2, Aufnahmejahre 1973 und 1988.
- Othmar Schoeck: Chorlieder; Seminarchor Wettingen; Karl Grenacher, Leitung; swisspan, 510 074 (CD)
- Lieder von Othmar Schoeck und Johannes Brahms. Margrit Conrad-Amberg, Alt; Karl Grenacher, Klavier; Schallplatte Jecklin 217
- Franz Schubert: Winterreise. Arthur Loosli, Bass; Karl Grenacher, Klavier; Akzent Recordings – Jecklin c1989
- Theodor Fröhlich: Aus der Ferne (Fünf Lieder). Ernst Haefliger, Tenor; Karl Grenacher, Klavier. CT-64-5.
- Franz Schubert: Schwanengesang. Arthur Loosli, Bass-Bariton; Karl Grenacher, Klavier; Schallplatte Akzent WA 3129-B

### Hörbeispiele
- Seminarchor Wettingen, Karl Grenacher: ‚s Seeli von Othmar Schoeck (https://www.youtube.com/watch?v=IfjEoC604oo)
- Arthur Loosli, Karl Grenacher: Winterreise, Op. 89, D. 911: No. 5, Der Lindenbaum